# .nz
.nz為新西蘭國家及地區頂級域（ccTLD）的域名。該域名於1987年1月19日啟用。2003年7月5日，.geek.nz二级域名被允許使用。2012年8月24日，.kiwi.nz被批准使用，並於同年9月11日開放註冊。截至2021年2月，.nz的域名註冊數量達到724,001 个。

## 外部連結
- IANA .nz whois information（页面存档备份，存于）
- .nz Domain Name Commissioner*（页面存档备份，存于）